# Мозглы
Мозглы — хутор в Киквидзенском районе Волгоградской области России. Входит в состав Гришинского сельского поселения.

## География
Хутор находится в северной части Волгоградской области, в степной зоне, в пределах Хопёрско-Бузулукской равнины, в балке Верухляевской (левый приток реки Чёрной), на расстоянии примерно 22 километров (по прямой) к юго-востоку от станицы Преображенской, административного центра района. Абсолютная высота — 129 метров над уровнем моря.
Часовой пояс
Хутор Мозглы, как и вся Волгоградская область, находится в часовой зоне МСК (московское время). Смещение применяемого времени относительно UTC составляет +3:00.

## Население
| 2010 |
| ---- |
| 23   |

Гендерный состав
По данным Всероссийской переписи населения 2010 года в гендерной структуре населения мужчины составляли 43,5 %, женщины — соответственно 56,5 %.
Национальный состав
Согласно результатам переписи 2002 года, в национальной структуре населения русские составляли 73 % из 74 чел.